# Is-Baal
Is-Bàal o Isbaal (in alcune versioni Is-Bosheth) è un personaggio biblico la cui storia è riportata nel Secondo libro di Samuele (2:8-17; 3,6-21; 4:1-12). Figlio di Saul, primo sovrano del regno di Israele, fu incoronato re dopo che il padre e i fratelli maggiori erano stati uccisi nella battaglia del monte Gelboe, ma dopo poco tempo fu soppiantato da Davide.

## Il nome
Is-Baal, o Esh-Baal, significa "uomo del dio Baal". Baal era una divinità il cui culto era ampiamente diffuso nell'antico Vicino Oriente, anche in Canaan nei primi tempi del dominio israelita, ed inserirlo nei nomi di persona era una pratica consueta, quantunque la legge mosaica lo proibisse. Ad esempio, il giudice Gedeone veniva a suo tempo chiamato anche Ierub-Baal. Versioni più tarde, onde evitare di riportare il nome di una divinità pagana quale Baal, mutarono il nome di Is-Baal in Isboset (o Is-Boshet, in antico ebraico "uomo della vergogna"). È così che viene indicato nella Septuaginta.

## Il racconto biblico
Is-Baal aveva quarant'anni quando Abner, capo dell'esercito di Saul e suo cugino, lo condusse a Macanàim, poi lo costituì re d'Israele. Portò la corona per appena due anni, rimanendo però di fatto un fantoccio di Abner. Intanto, dopo la morte del re Saul, aveva fatto ritorno in Israele Davide, che a Hebron era stato incoronato re della tribù di Giuda, impossessandosi di fatto della metà meridionale del regno. Nello scontro tra le armate dei due rivali, i partigiani di Davide ebbero la meglio, sicché Abner decise di abbandonare Is-Baal e passare il potere nelle mani di Davide. Is-Baal fu assassinato poco tempo dopo da due suoi ufficiali di nome Baana e Recab, che lo decapitarono nel sonno. Essi presero quindi la testa e la portarono a Davide, credendo di ingraziarselo. Ma il nuovo re, sdegnato per il tradimento, reagì facendo loro tagliare le mani, infine ne impiccò i cadaveri. Is-Baal fu seppellito a Hebron.